# Tierry
Tierre de Araújo Paixão da Costa (Salvador, 29 de abril de 1989), mais conhecido como Tierry, é um cantor e compositor brasileiro.

## Biografia e carreira
Baiano de Salvador, Tierry é filho único de Tereza de Araújo Paixão e José Milton da Costa, e foi criado pela mãe com a ajuda dos avós Eurídice e Plínio Paixão.
Antes da fama como cantor, ele ganhou destaque como compositor, compondo grandes sucessos da música brasileira que se popularizaram nas vozes de  cantores como Gusttavo Lima, Ivete Sangalo e Claudia Leitte. No ano de 2015 iniciou a sua própria carreira solo de cantor. Anteriormente Tierry já trabalhara como vocalista da banda Fantasmão, do gênero pagode baiano (também conhecido como "swingueira"), no período de 2010 a fevereiro de 2015.
Tema de reportagem da Rede Record de televisão que foi ao ar em 2017, Tierry compôs em 2018, em parceria com o cantor Gusttavo Lima, a música "Cem Mil", que foi a mais executada nas rádios do Brasil no ano seguinte. O sucesso de Tierry como compositor rendeu-lhe o apelido de "Tiehit".
Na virada de 2019 ano pra 2020, Tierry emplacou o que foi considerado por parte da imprensa como seu primeiro "hit" gravado na sua própria voz, a música "Cracudo", apesar do relativo sucesso obtido pelas músicas "Casado, Namorando, Solteiro" e "Moça do Espelho" ainda em 2017. No decorrer de 2020 Tierry emplacou duas outras músicas como cantor no top 200 do Spotify Brasil, "Rita" e "HB20", ambas no gênero musical conhecido como arrocha. O single "Rita" alcançou a posição 8  novembro de 2020 e na posição 10 em dezembro de 2020 no Top 50 Streaming. Em 2021, grava seu primeiro DVD intitulado "O Pai das Crianças" tendo um dos principais sucessos o single "Cabeça Branca" contando com 112.328.557 visualizações no YouTube.

## Vida pessoal
Tierry foi casado com a influenciadora Lorena Alves, com quem teve um filho, chamado Adriel e nascido em 28 de janeiro de 2017. Namorou a também cantora Gabi Martins em outubro de 2020, reatando a relação por três vezes, noivando em 2022 e terminando definitivamente no mesmo ano. Em 2023, o cantor sofreu um acidente de carro antes de um show.